# Volevčice
Volevčice (deutsch Wolepschitz) ist ein landwirtschaftlich geprägtes Dorf  im Okres Most (Tschechien). Der größte Teil der Bevölkerung arbeitet in den Industriegebieten der Gegend.

## Geschichte
Das Dorf entstand Ende des 13. Jahrhunderts im Wege der Kolonisierung durch Deutsche in der Srpin Moorgegend. 1333 erfolgte die Erste schriftliche Erwähnung, als Die Brüder Lutzhold, Ratzko und Ahna das Dorf vom Vater erbten. Noch im gleichen Jahr erwarb Konrad Abt aus dem Kloster Ossegg das Anwesen. Das Dorf ging 1613 an Wilhelm von Lobkowicz. Kurz nach dem Dreißigjährigen Krieg, der im Dorf kaum Spuren hinterließ wurde das Anwesen der Witwe Anna Marie von Lobkowicz, die den Grafen Hans von Rottal heiratete, dermaßen verschuldet, dass Graf Rottal nach dem Tod seiner Frau die Höfe 1656 wieder an Christoph Ferdinand von Lobkowicz zurückgeben musste. Diese kamen dann in den Herrschaftsbereich von Bílina. Beim Brand wurden 1706 zwölf Höfe zerstört.

## Sehenswürdigkeiten
- Die Kirche des heiligen Prokop aus dem Jahre 1840. Zuvor stand hier die Kirche des Heiligen Havel aus dem 14. Jahrhundert.